# Pascal Kalemba
Pascal Kalemba  (né le 26 février 1979 à Kinshasa et mort le 27 novembre 2012 dans sa ville natale), est un footballeur international congolais (RDC). Il évolue au poste de gardien de but.

## Biographie
Il a participé à la Coupe d'Afrique des nations 2002 en tant que remplaçant et à la Coupe d'Afrique des nations 2006 avec l'équipe de République démocratique du Congo en tant que titulaire où il se fit remarquer comme un excellent gardien mais également par son comportement nerveux. Après le départ de Claude Le Roy à la tête de la République démocratique du Congo, il ne sera plus sélectionné en équipe nationale faute de performances.
Pascal Kalemba Lukoki meurt le 27 novembre 2012  à Kinshasa, à l'âge de 33 ans.